# 土天 ザ・ワールド
『土天 ザ・ワールド』（どてん ザ・ワールド）は、CBCラジオで2018年10月6日から2022年3月26日まで放送されていたラジオ番組。

## 概要
- 2018年春に終了した「ラジオでGo！Go！Go！」及び「土曜天国SUPER」で活躍した平野・ボビーコンビが再度の登板となるトークバラエティ―。往時の2番組と同じ雰囲気で、リスナーからの投稿を交えながら井戸端会議に花を咲かせる。
- 番組のオープニング・エンディングやジングルに、テレビ番組「なるほど!ザ・ワールド」や「出川哲朗の充電させてもらえませんか?」で知られる「トランプス・ディスコのテーマ」を使用している。

## パーソナリティ
- 平野裕加里
- ボビー

## 放送時間
- 毎週土曜 16:15～16:45
  - 2020年4月4日から9月27日までは放送時間を毎週土曜16:30～16:45と短縮していた。
  - 30分（一時期は15分）となったため、生放送ばかりでなく事前収録となる場合もある。またプロ野球シーズンはナイター中継となる場合を除きCBCドラゴンズサタデー終了直後の放送となるため、その間は事前収録が基本となる。